# Kreuzweg in der Friedhofsmauer (Beckstein)
Der Kreuzweg in der Friedhofsmauer befindet sich im Friedhof in Beckstein, einem Stadtteil von Lauda-Königshofen im Main-Tauber-Kreis in Baden-Württemberg. Der Freilandkreuzweg steht unter Denkmalschutz. Der Kreuzweg stammt aus dem 19. Jahrhundert (vermutlich um 1823). Bei den Kreuzwegstationen handelt es sich jeweils um in der Friedhofsmauer integrierte Bildstocktafeln mit Abschlusskreuz und Sandsteinreliefs. Bei der fünften und sechsten Station fehlt jeweils das steinerne Abschlusskreuz. Der Urheber ist nicht bekannt.

## Kreuzweg
Der Becksteiner Kreuzweg in der Friedhofsmauer umfasst die folgenden 14 Stationen:

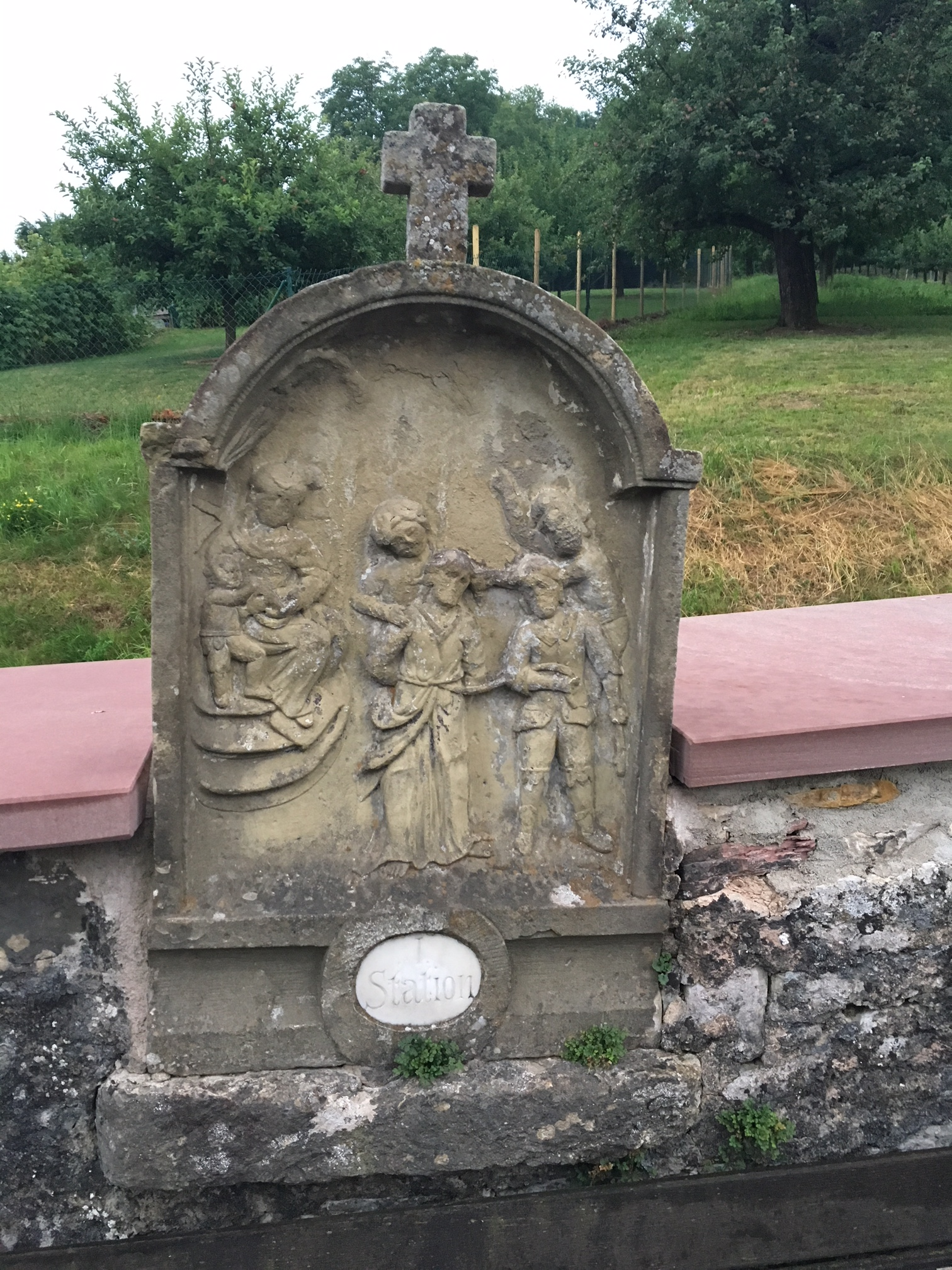
I. Jesus wird zum Tode verurteilt
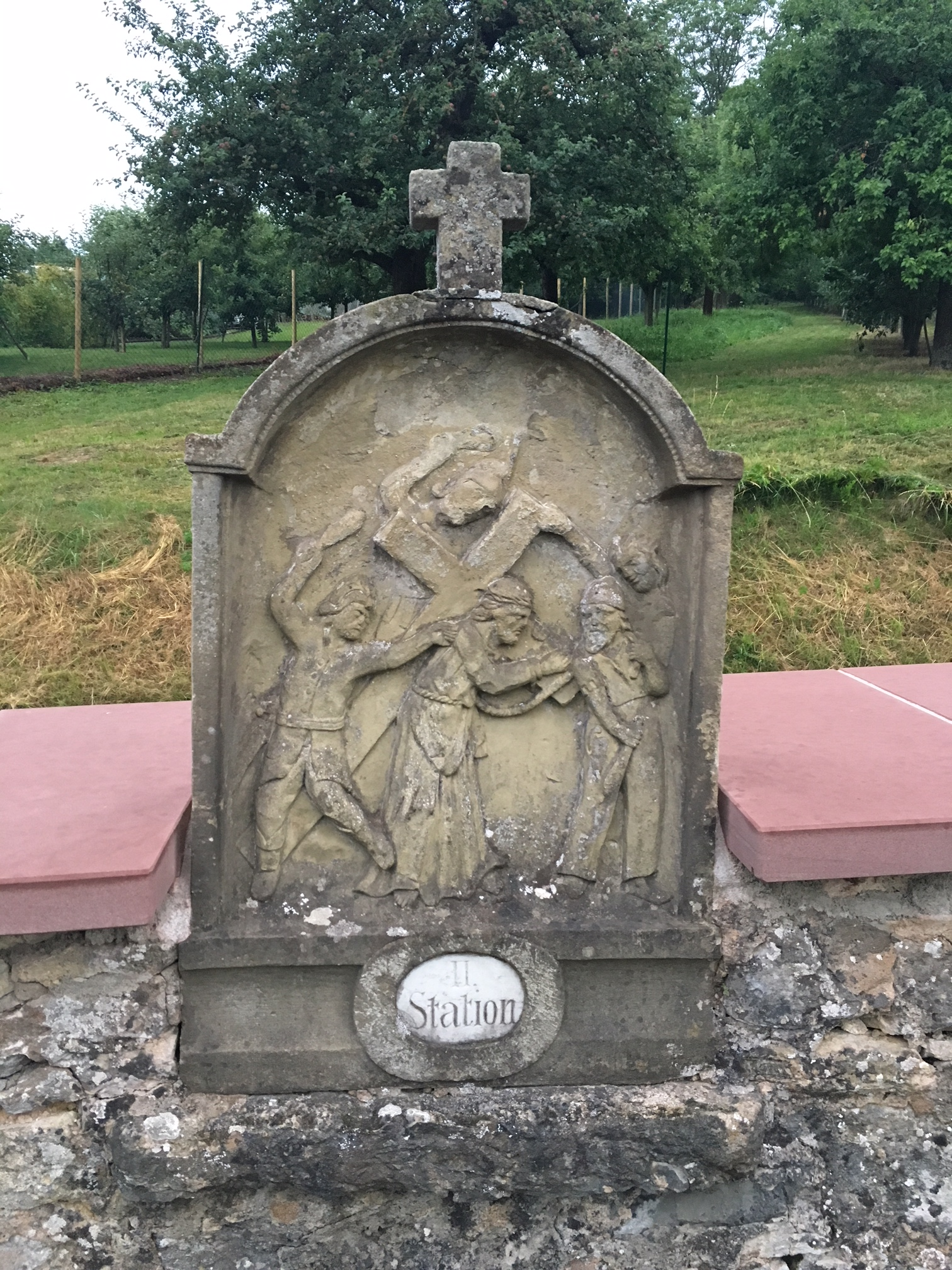
II. Jesus nimmt das Kreuz auf sich
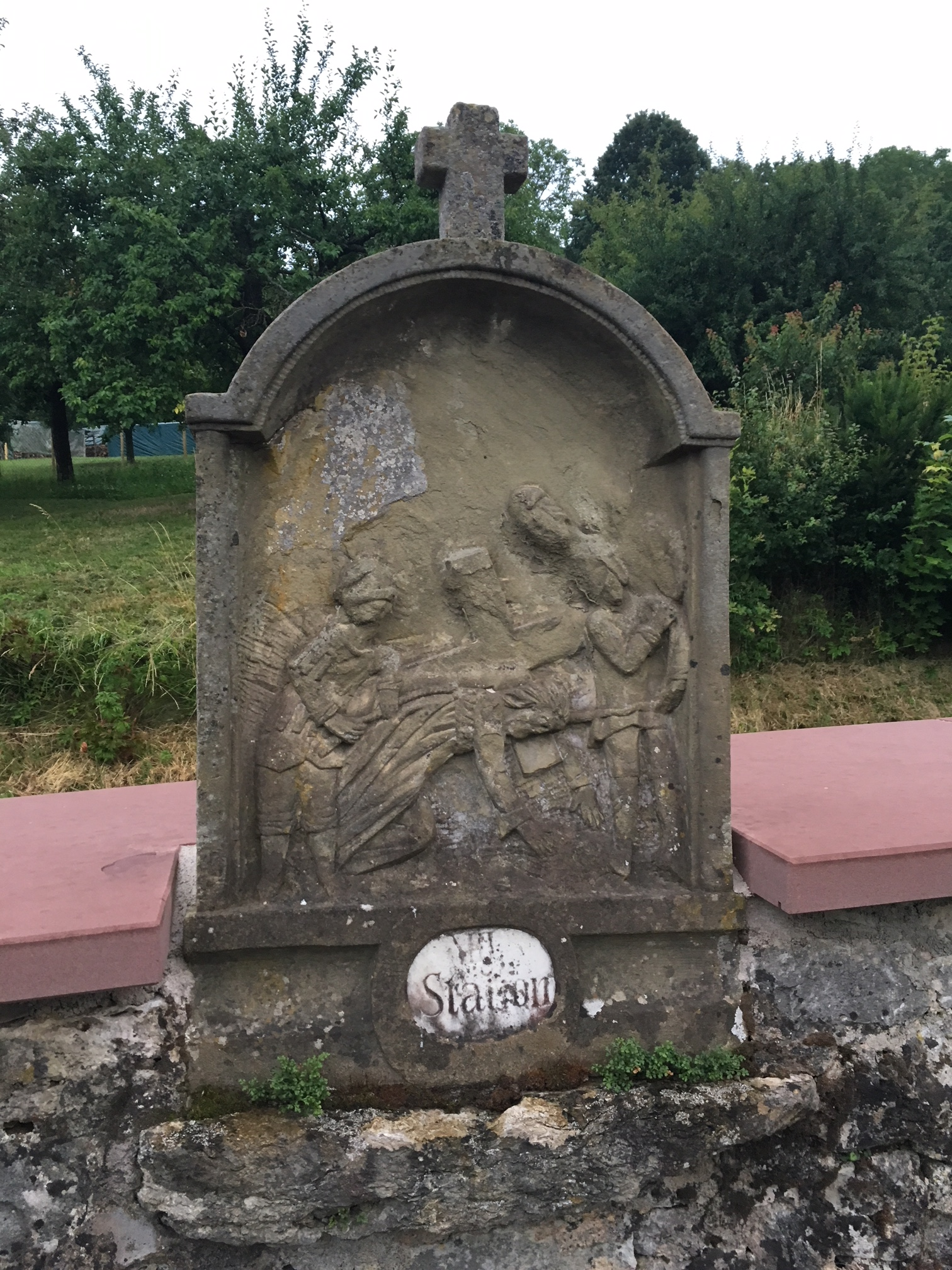
III. Jesus fällt zum ersten Male
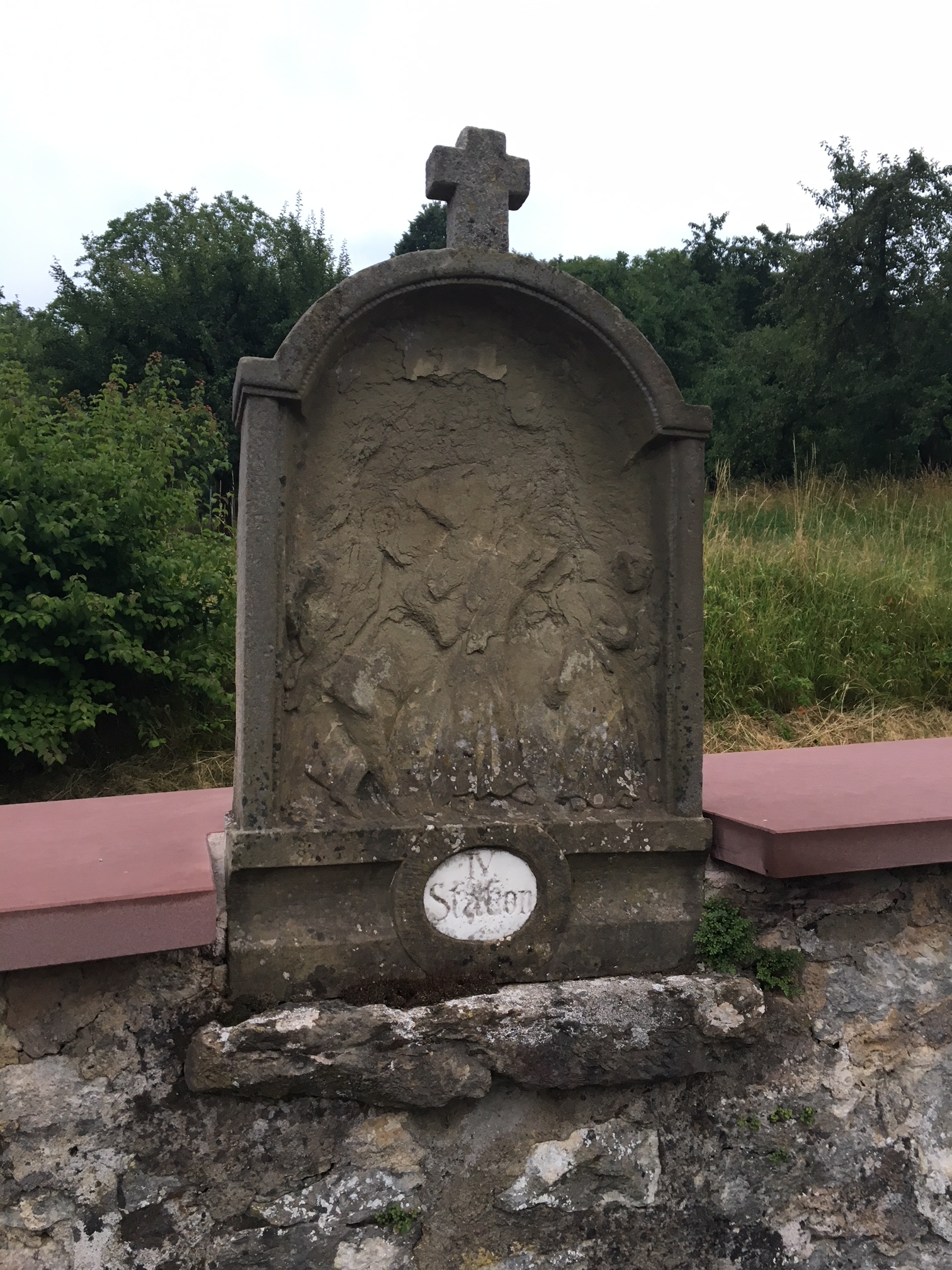
IV. Jesus begegnet seiner betrübten Mutter
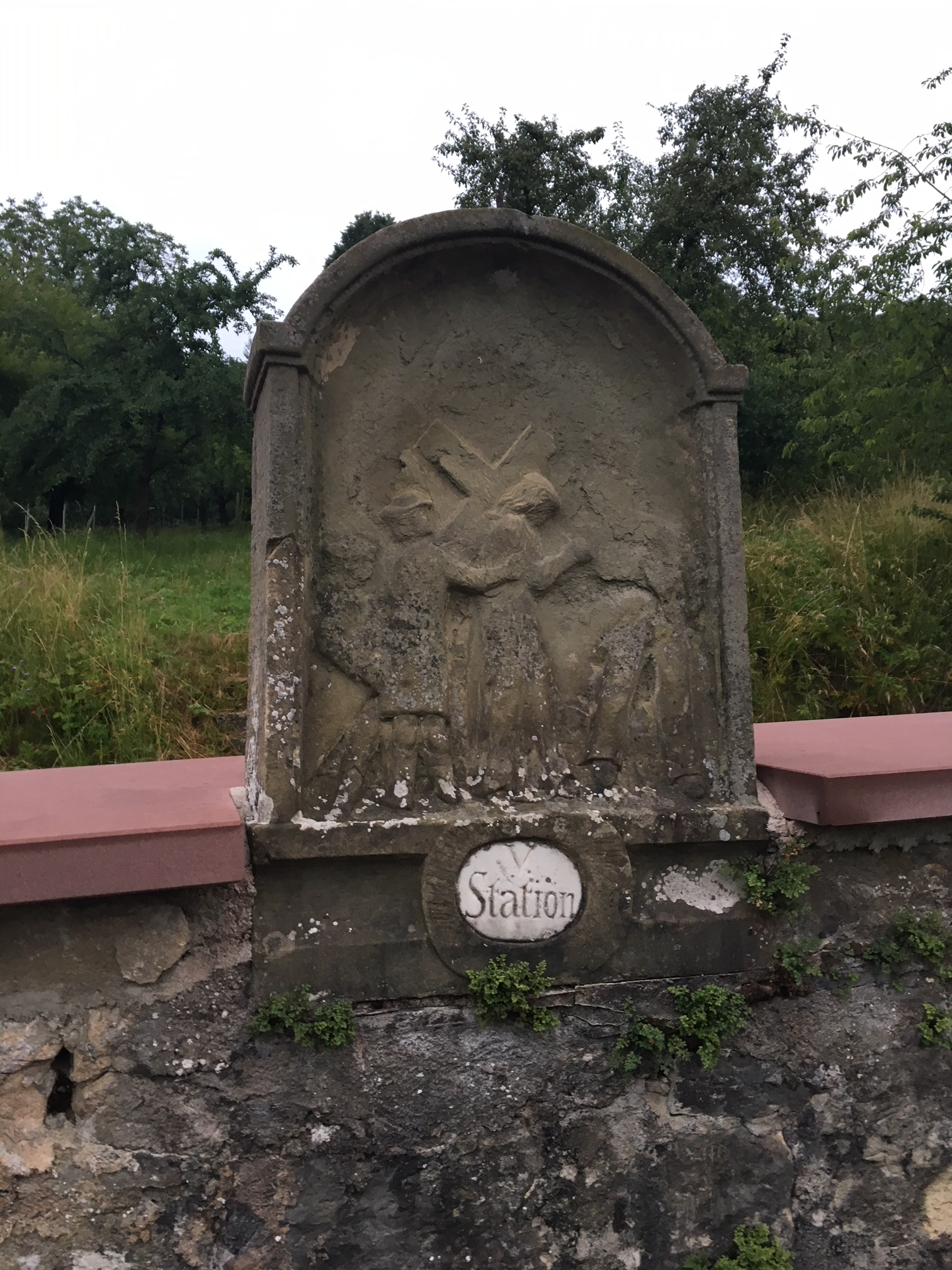
V. Sim. v. Cyrene hilft Jesu das Kreuz tragen
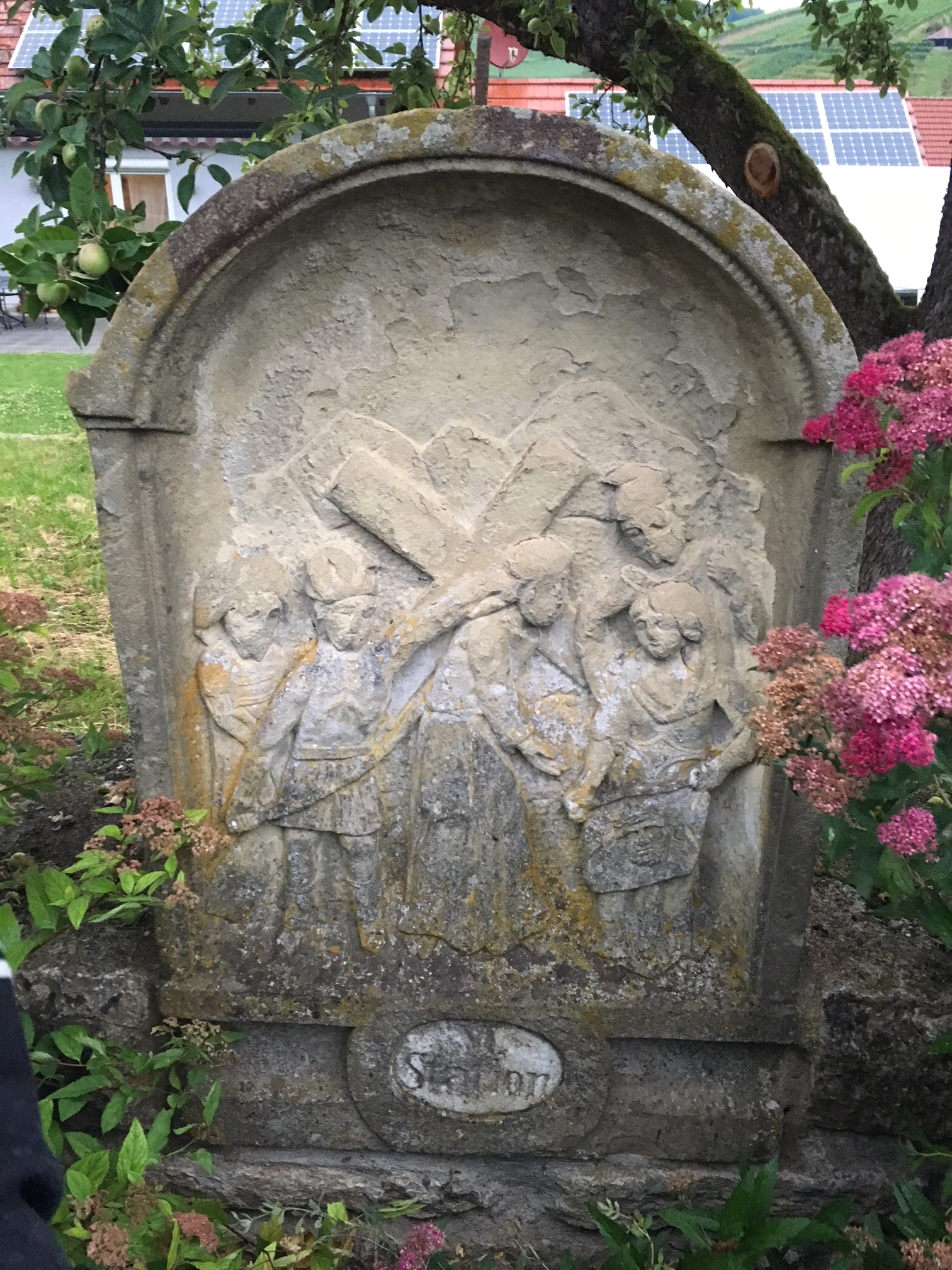
VI. Veronika reicht Jesus das Schweißtuch
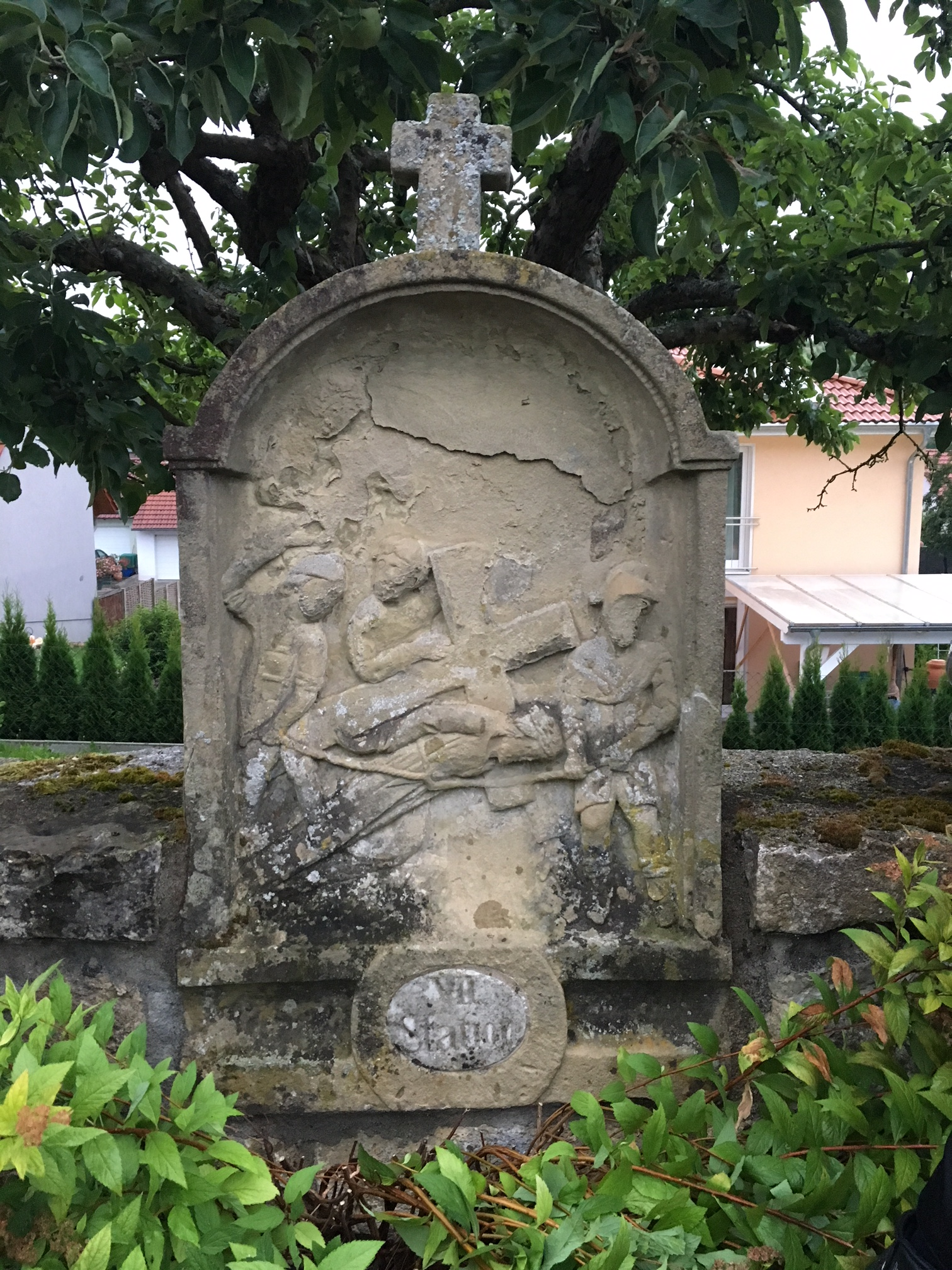
VII. Jesus fällt zum zweiten Male
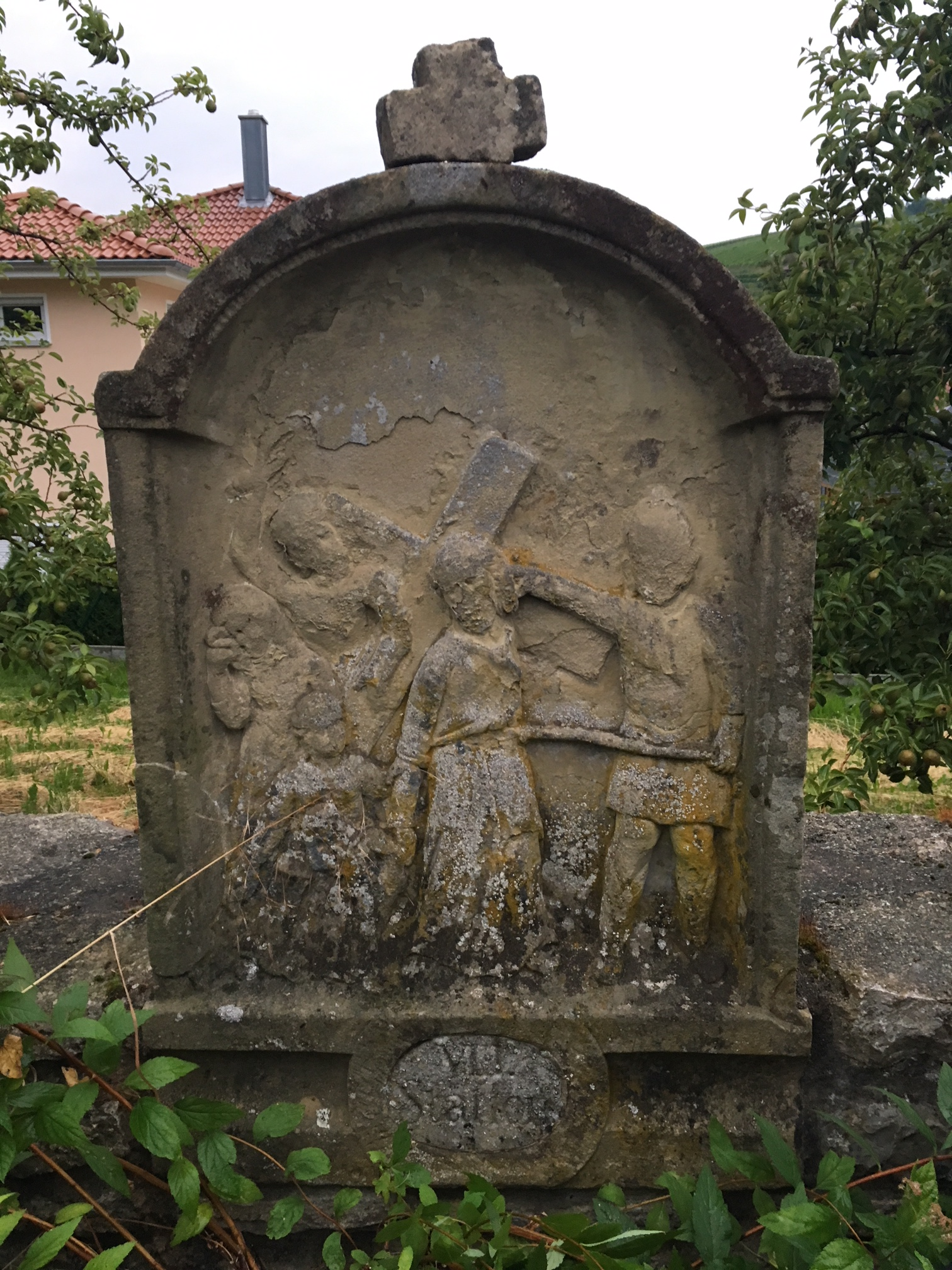
VIII. Jesus redet zu den weinenden Frauen
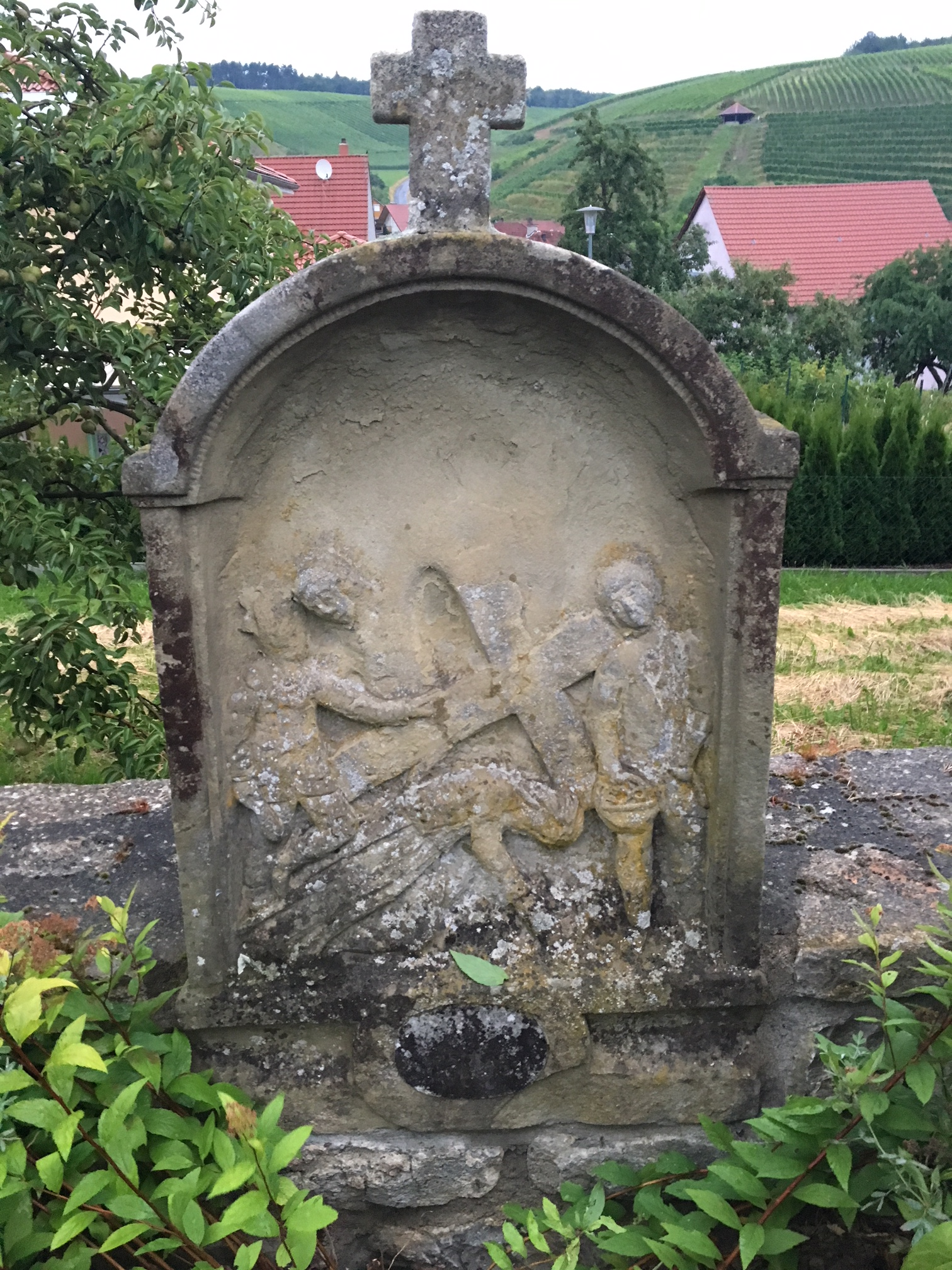
IX. Jesus fällt zum dritten Male
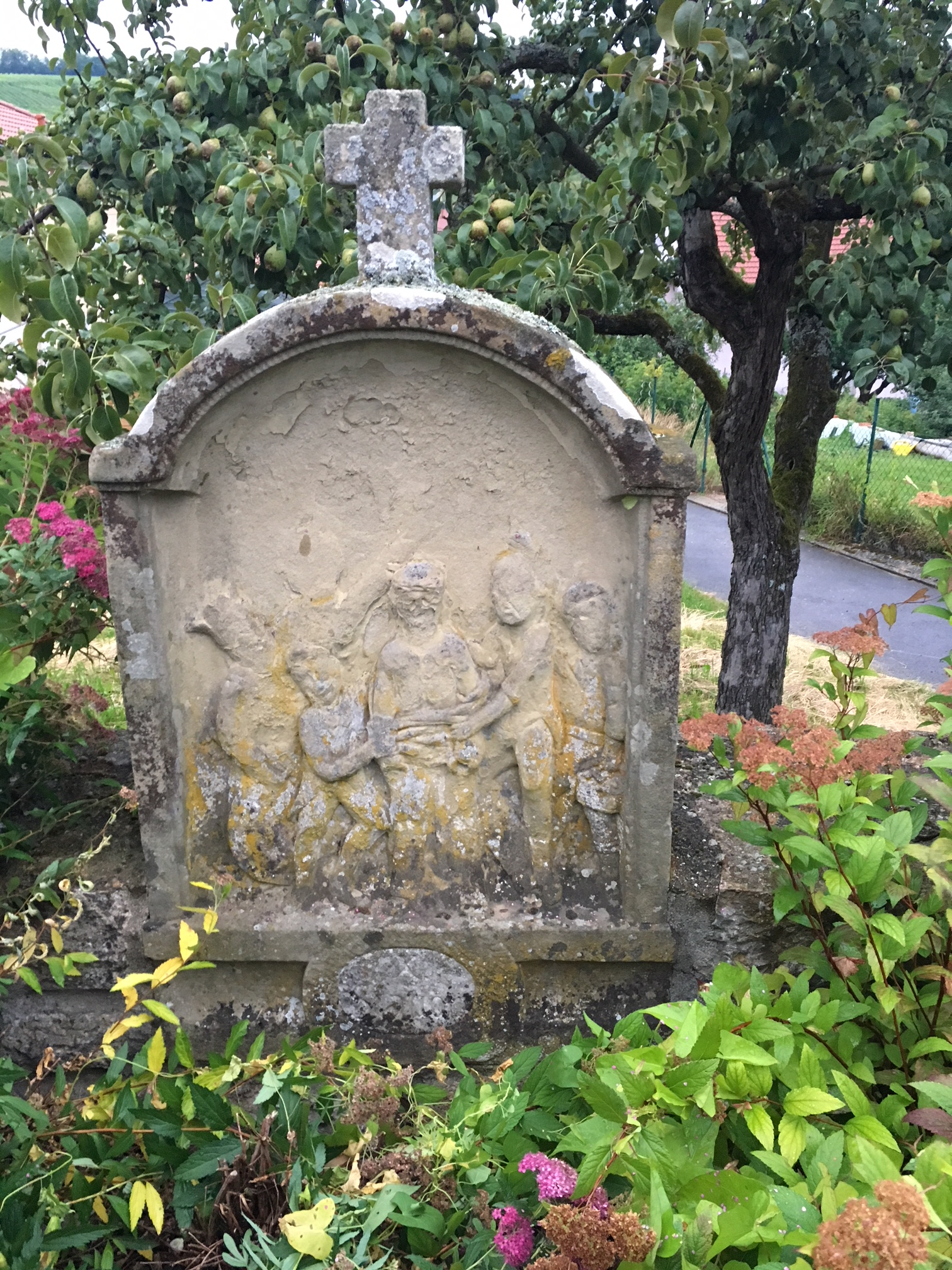
X. Jesus wird seiner Kleider beraubt
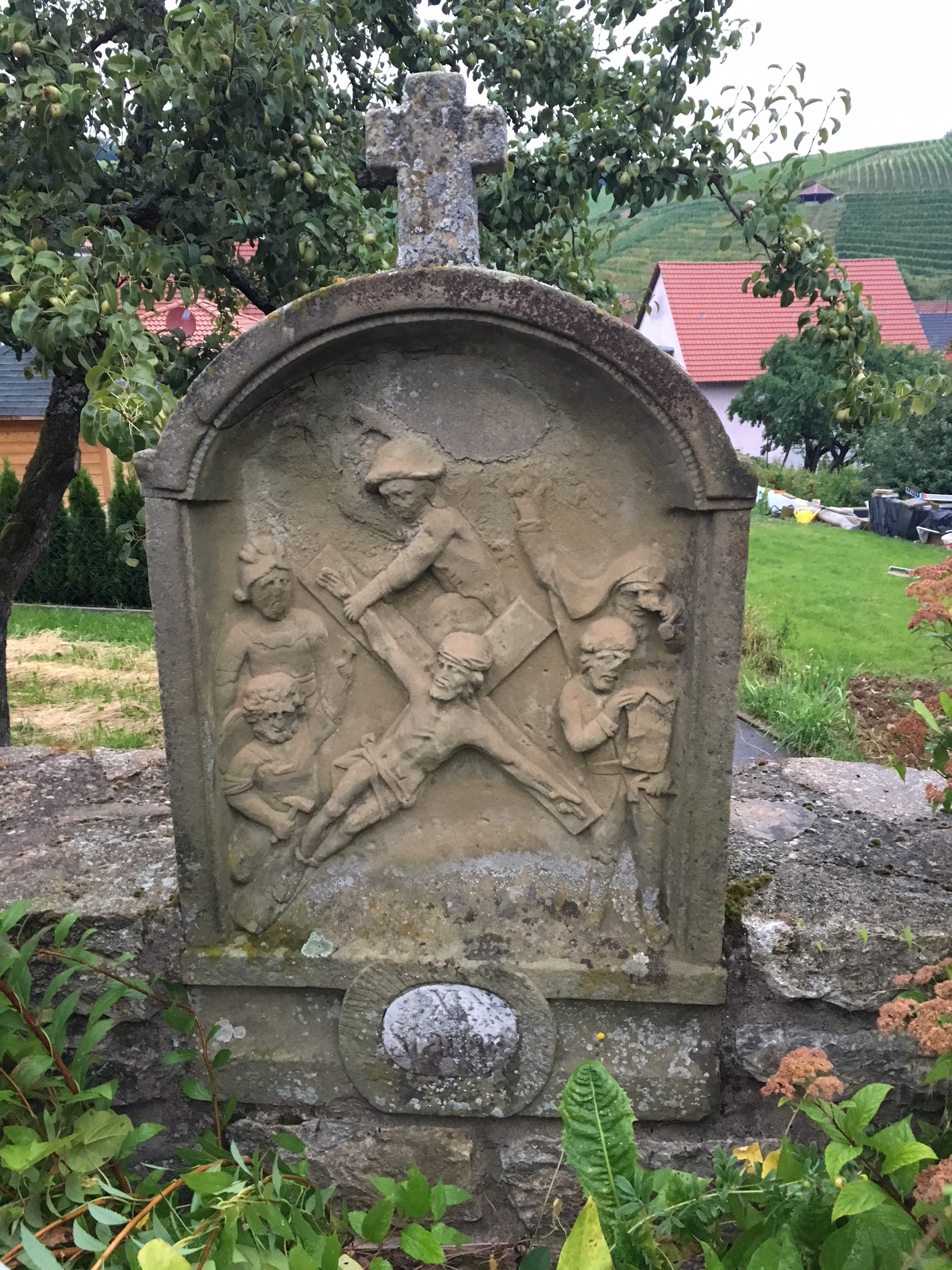
XI. Jesus wird ans Kreuz genagelt
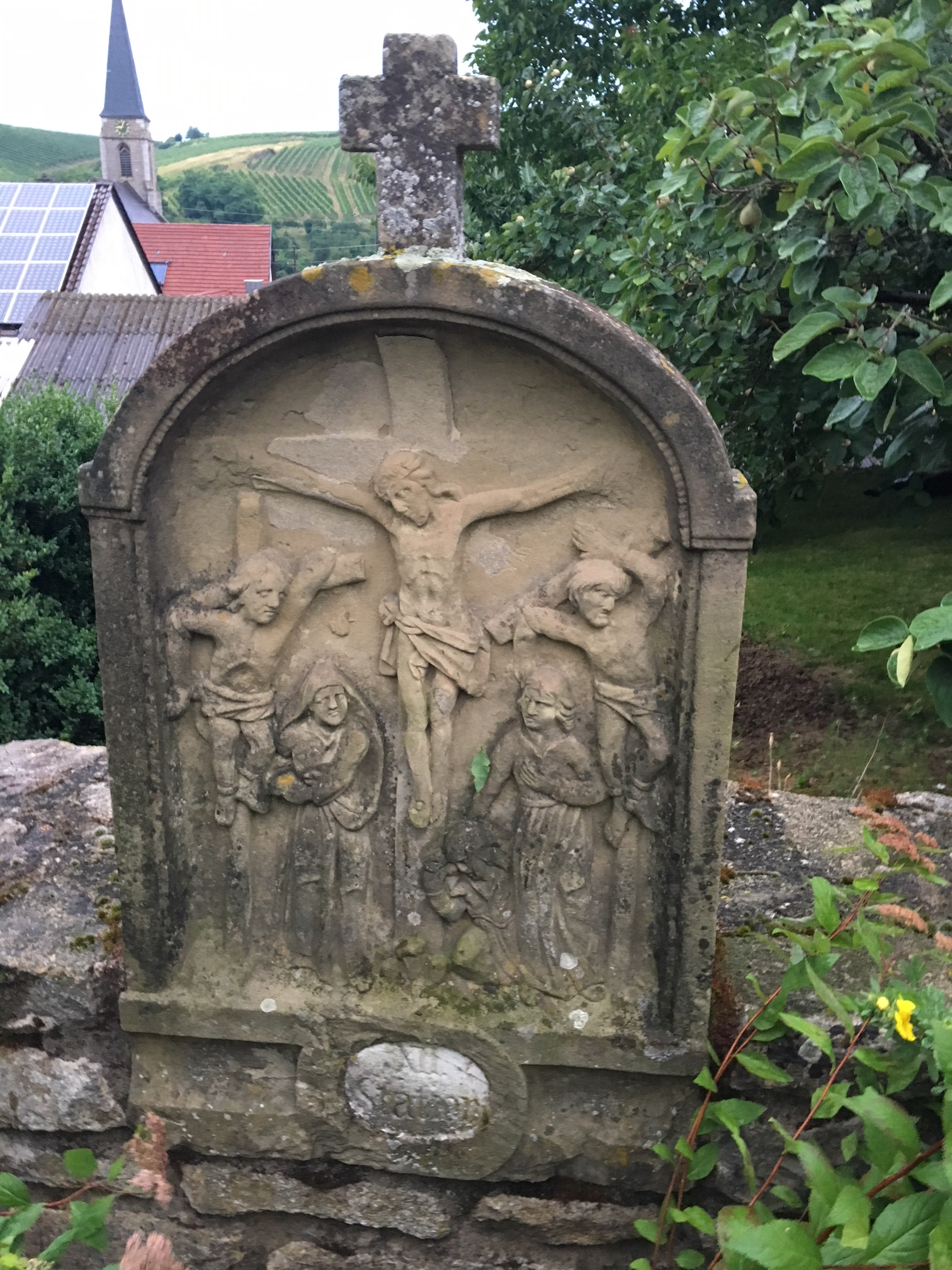
XII. Jesus stirbt am Kreuze
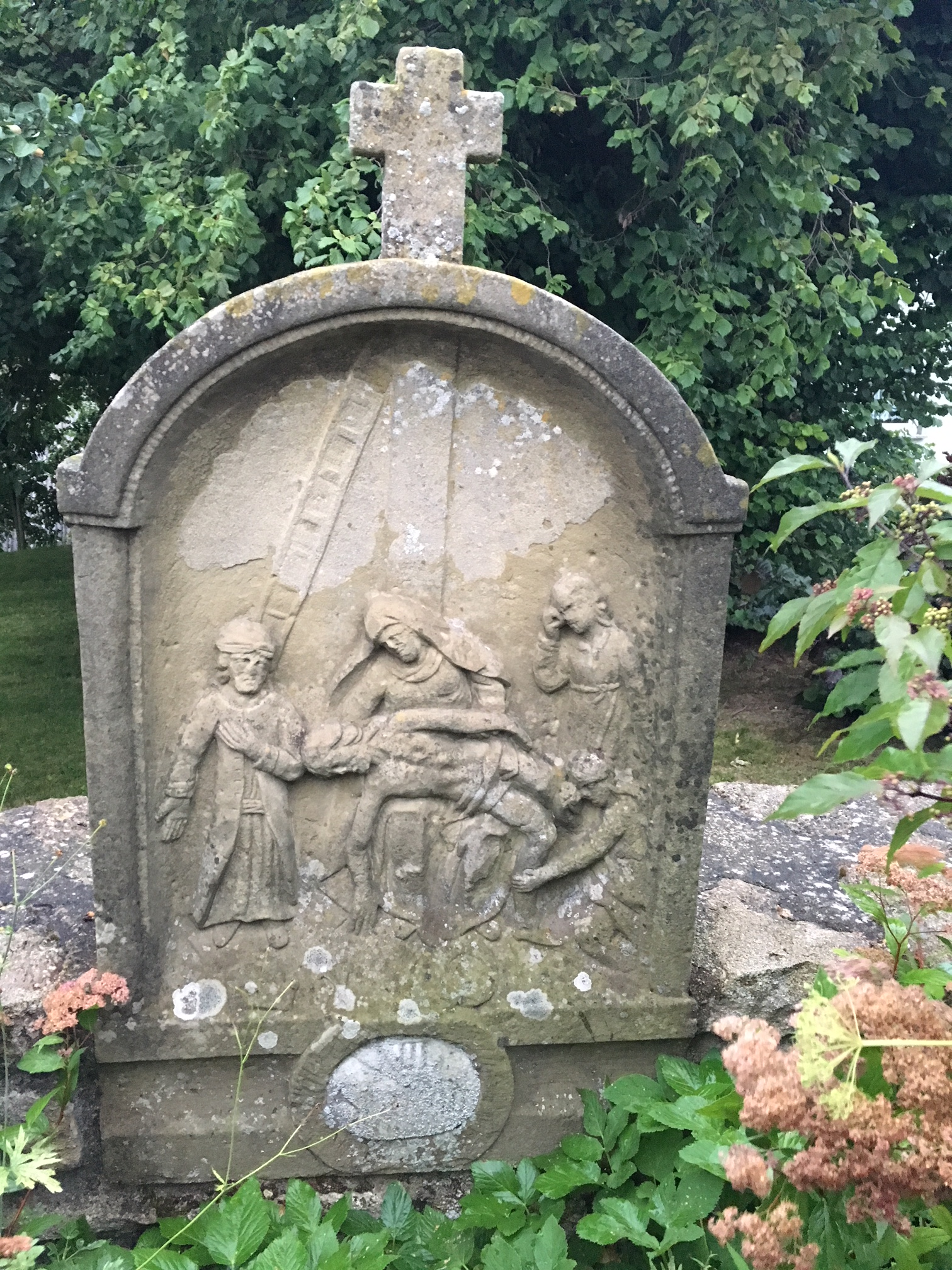
XIII. Jesus wird vom Kreuze abgenommen
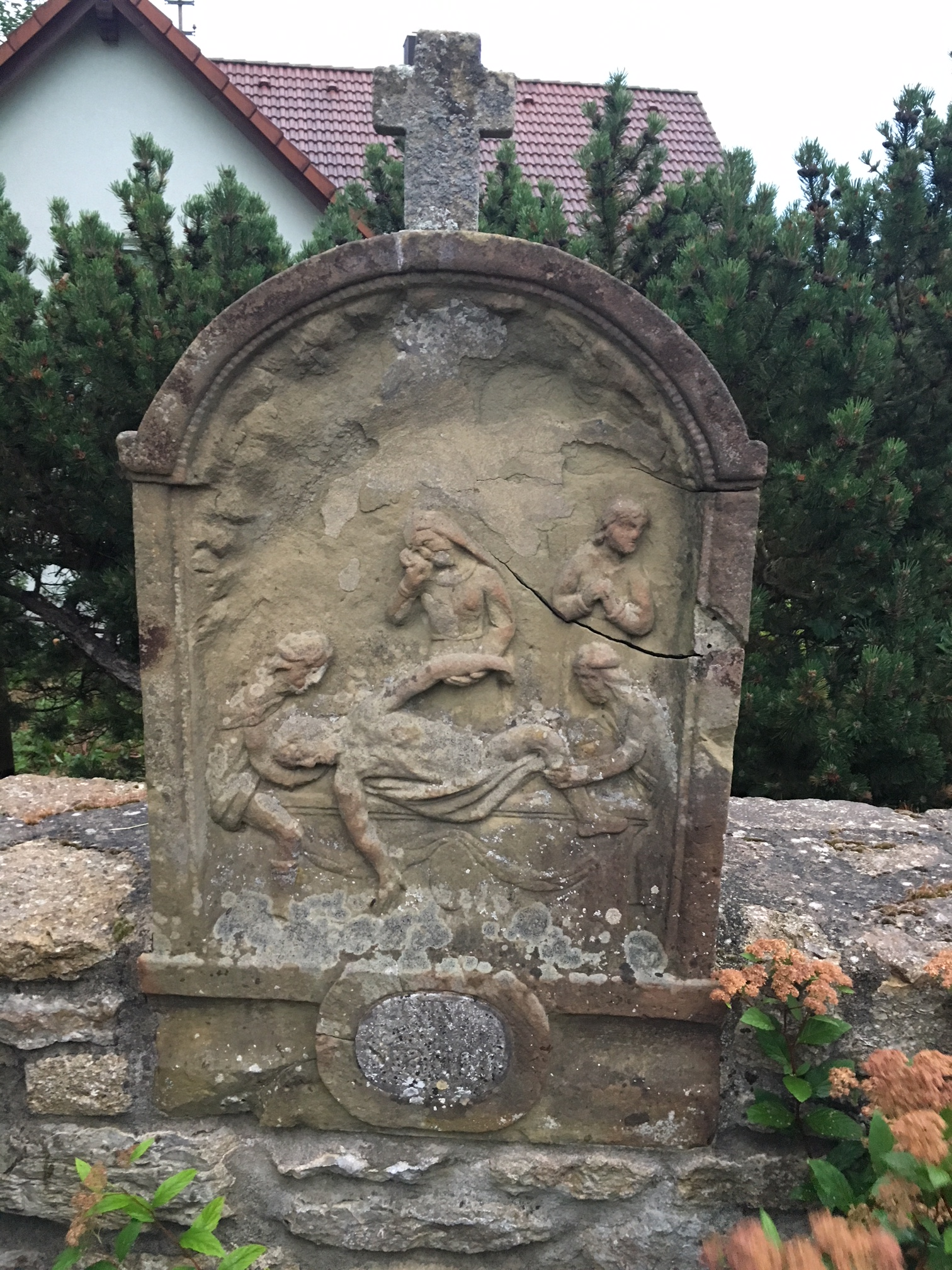
XIV. Jesus wird ins Grab gelegt